# Oppidum du Britzgyberg
L'oppidum du Britzgyberg est un oppidum celtique situé à Illfurth, dans le département français du Haut-Rhin, en Alsace. Contemporain des tumulus (tombes à épée) de Rixheim et de Sausheim et du tombeau d'Attila (ou tertre de Lisbuhl) de Neuweg (Saint-Louis (Haut-Rhin)), époque à laquelle la construction d'ouvrages monumentaux et la détention d'objets importés du monde méditerranéen étaient des signes de pouvoir et de richesse, il est avec le site fortifié du Kastelberg un des rares exemples de place forte de l'Âge du fer trouvés dans le département.

## Toponymie
Le toponyme alsacien Britzgyberg (ou Britzgybarg) peut se traduire par montagne de Brice. Une chapelle dédiée à saint Brice de Tours, successeur de saint Martin de Tours, existe sur la colline depuis 1598. Toutefois, il pourrait également s'agir d'un toponyme plus ancien issu de la racine gauloise brig-, signifiant colline fortifiée.

## Situation
Le site archéologique du Britzgyberg est situé à Illfurth, sur la colline du Britzgyberg, au nord-ouest de l'agglomération. La colline, d'une altitude de 390 m, est couverte d'une hêtraie et d'une chênaie. Elle est traversée par un gros talus, vestige d'un rempart celte.

## Description

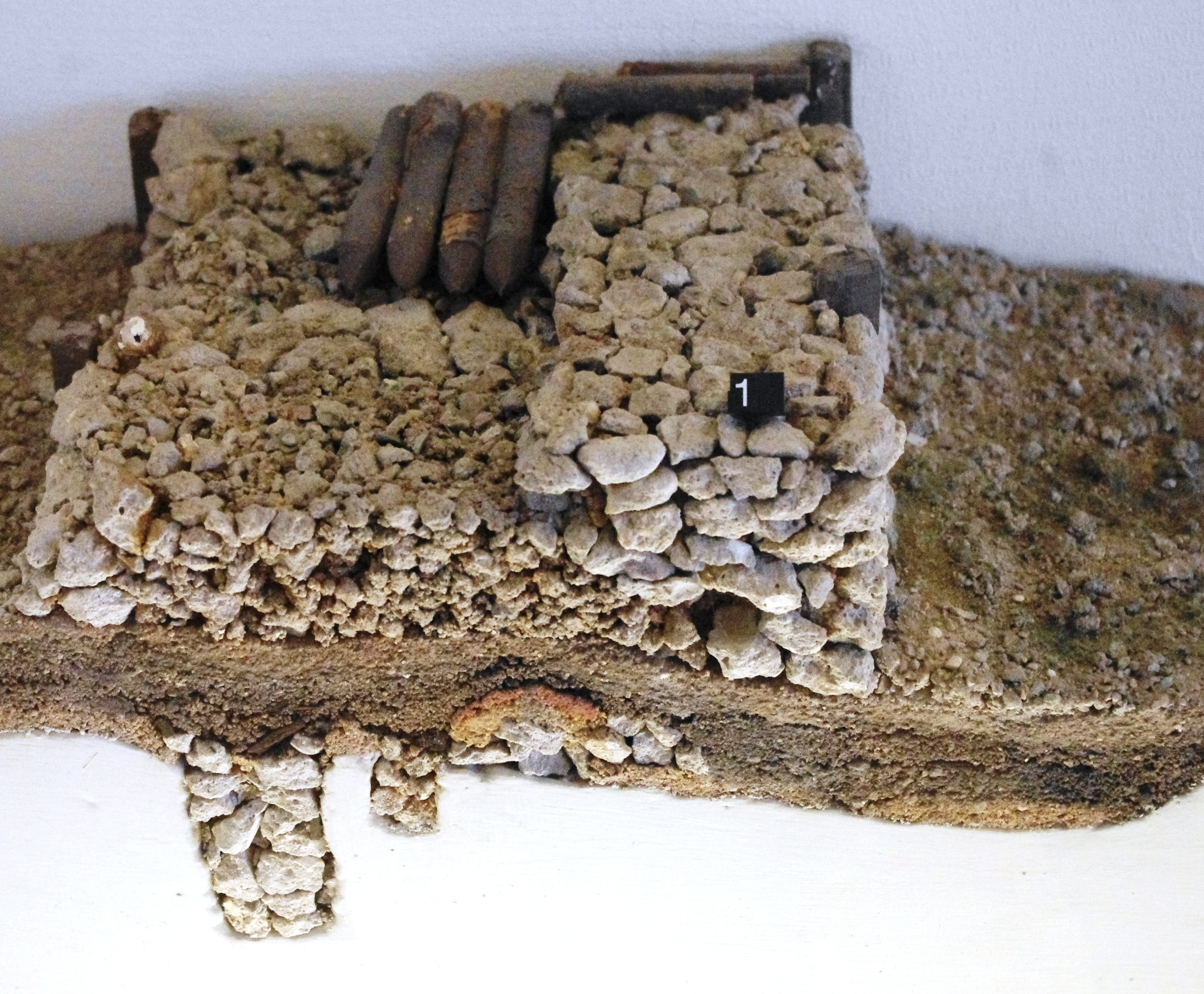
Maquette du mur d'enceinte

Le site se présente comme un éperon barré trapézoïdal à deux terrasses orienté Nord-Est / Sud-Ouest. Il était protégé par un rempart de pierres doublé d'un fossé. D'une superficie d'environ 5 hectares, il occupe l'extrémité sud-ouest de la colline.
Ce qui n'était qu'un lieu de passage depuis le Néolithique devient entre 650 et 630 av. J.-C. (Premier âge de fer) un site fortifié habité par une aristocratie celte. Situé au confluent de l’Ill et de la Largue et au débouché de la trouée de Belfort que l'on aperçoit par beau temps, la forteresse permettait de contrôler militairement les échanges avec le sud de la Gaule, comme l’attestent la présence de fragments d’amphores phocéennes et de céramiques attiques à figures noires, importées depuis Athènes via l'Étrurie, et des fibules incrustées de corail. Ces découvertes plaident en faveur d'un site princier et d'une puissante aristocratie locale appartenant à l'élite de son époque.
Vers le début du Ve siècle av. J.-C., le site est remodelé et le rempart est construit sur le flanc sud et au nord de l'éperon rocheux. Cet ouvrage défensif avait également une fonction ostentatoire pour l'aristocratie locale. L'oppidum abritait un important centre de production (métallurgie, poterie) avec une activité pastorale intense aux alentours.
Un faubourg artisanal a également été identifié au pied de la butte, côté Illfurth, lors d’une opération d’archéologie préventive en 2005. 
La forteresse disparait à la suite d'un incendie vers 430 av. J.-C.. À cette époque, la fortification est définitivement abandonnée et tombe alors dans l'oubli.

## Historique des fouilles
Lorsqu'il attire l'attention vers 1850, le rempart du Britzgyberg est assimilé au vestige d'un camp militaire romain, car des pièces de monnaie ont été découvertes à proximité. En 1904, le directeur d'école et préhistorien badois Karl Gutmann met au jour deux citernes, un fossé défensif en contrebas du rempart et un fond de cabane. Il identifie ces éléments comme antérieurs à l'époque romaine.
Il faut attendre 1970 pour que l'archéologue mulhousien Roger Schweizer entreprenne les premières campagnes de fouilles modernes. Le site fait l'objet d'une inscription au titre des monuments historiques depuis 1989 par un arrêté modifié en 1995. Les fouilles ont été reprises en 2006 par Anne-Marie Adam, de l'université de Strasbourg.

## Conservation
Les céramiques trouvées sur le site sont en partie exposées au musée historique de Mulhouse, où une vitrine est consacrée à ce site depuis 2011. Elles ont fait l'objet d'une exposition à Soultzmatt en 2012 et de conférences destinées aux spécialistes.

## Galerie

Objets trouvés sur le site du Britzgyberg
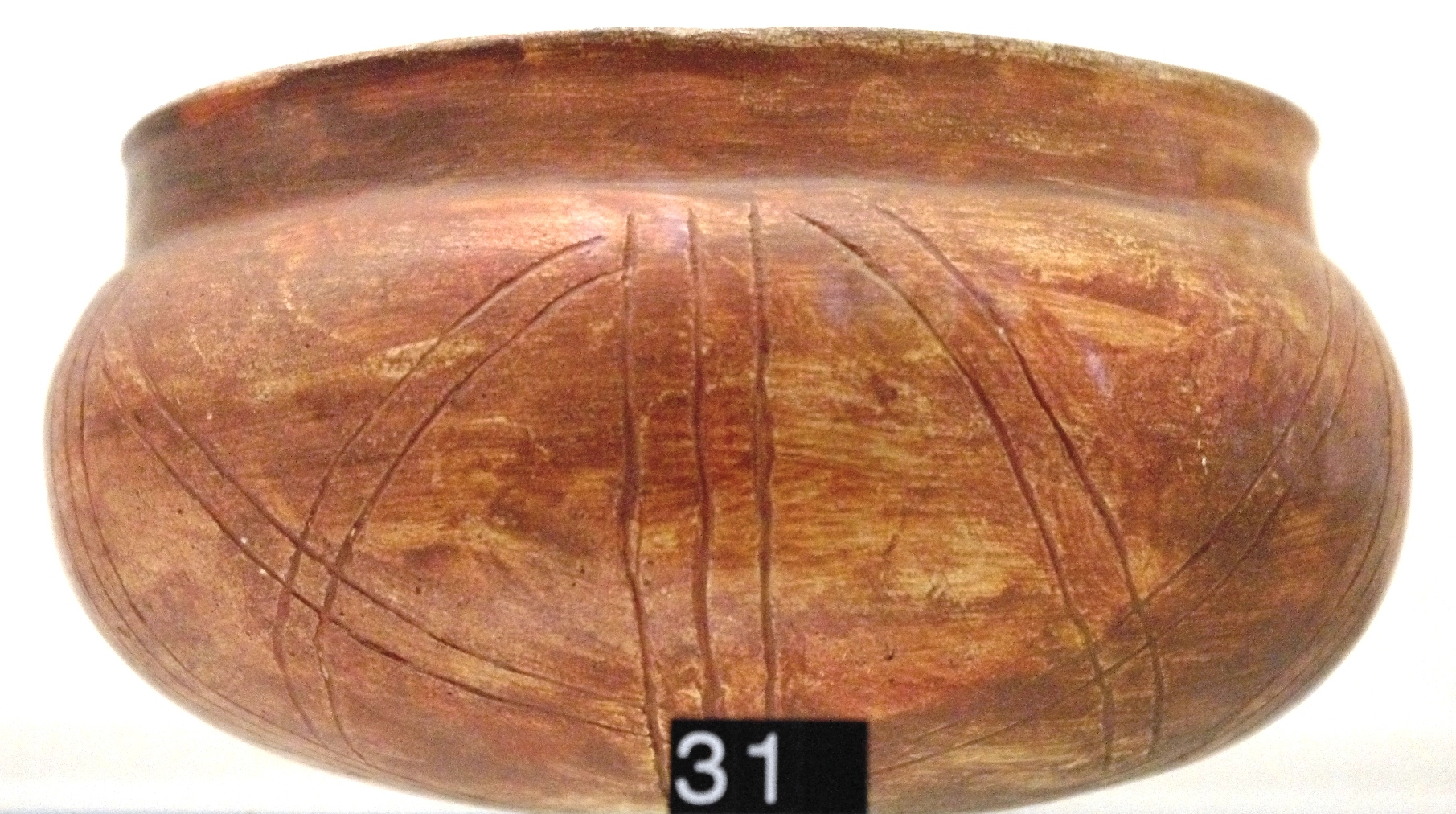
Vase période Hallstatt D
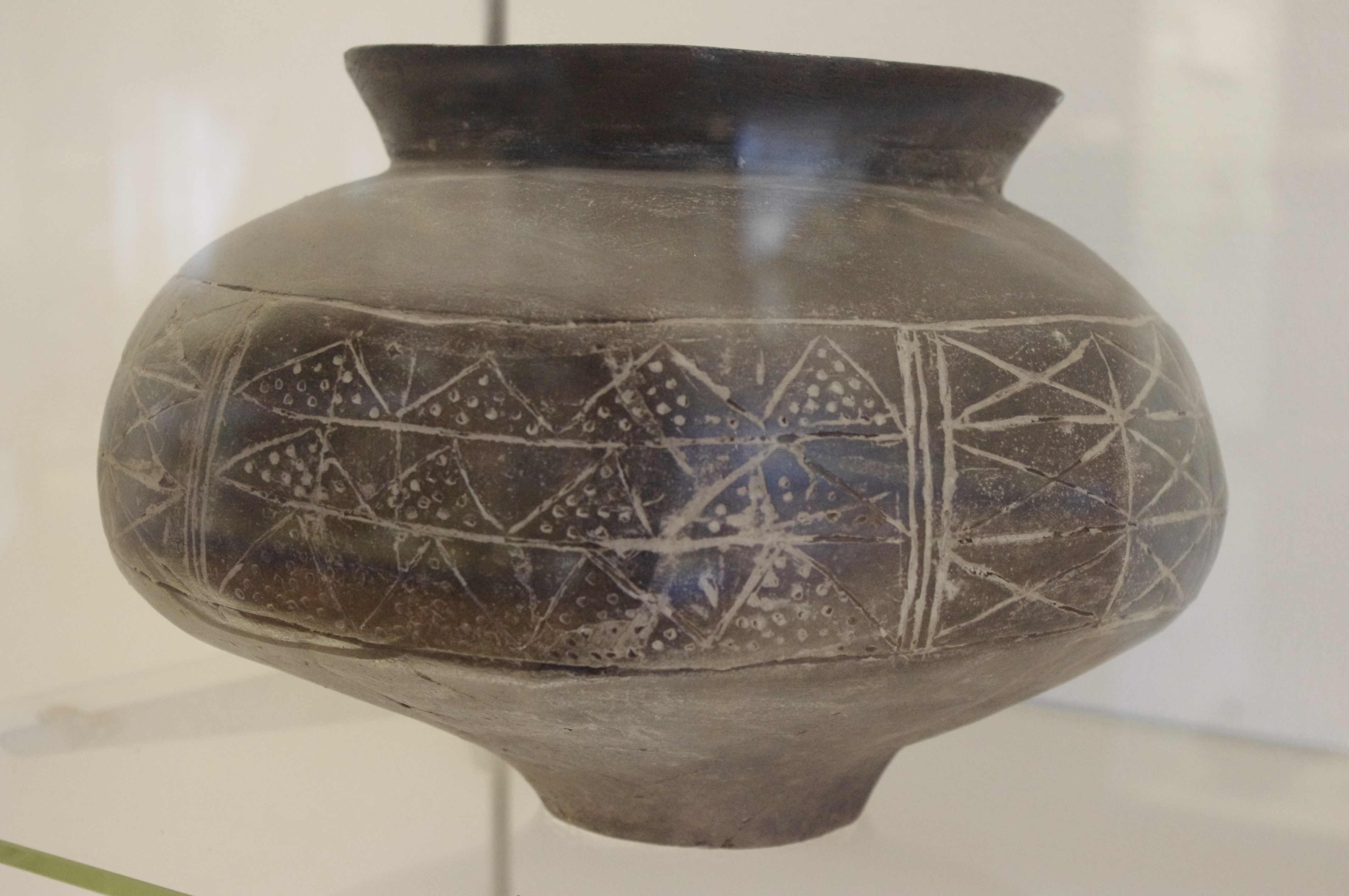
Vase globulaire de fabrication locale
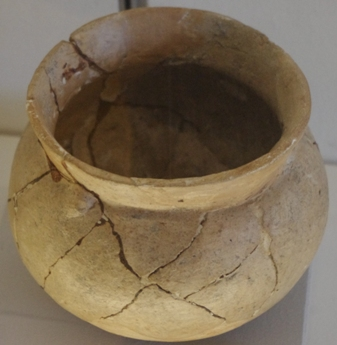
Autre vase globulaire
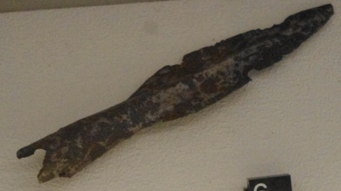
Pointe de lance celte en fer
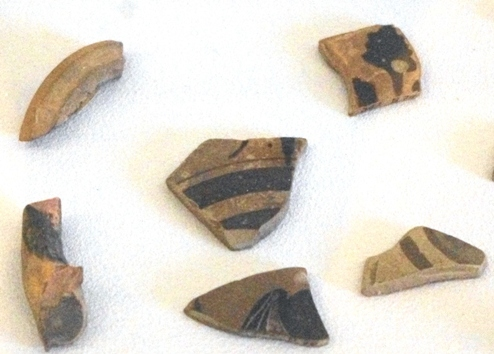
Céramique à figures noires importée d'Attique

### Communications scientifiques lors de congrès
- Anne-Marie Adam :
  - Les systèmes fortifiés du Britzgyberg à Illfurth : pour une relecture des données, Table ronde internationale de Bibracte, 2006, Glux-en-Glenne, France, p.37-43, 2010, collection Bibracte, 9
  - Genese und Entwicklung der befestigten Höhensiedlung auf dem Britzgyberg in Illfurth (Haut-Rhin, Frankreich), Abschlusskolloquium des DFG-Schwerpunktprogramm 1171, 2009, Stuttgart, Allemagne, p.365-375, 2010

- Avec Hélène Delnef, Alexandre Boyer :
  - Britzgyberg-Illfurth (Haut-Rhin) : bref aperçu de l'évolution céramique à partir d'une relecture des fouilles anciennes, B. Chaume, Colloque international de Dijon, 2006, Dijon, France. p.297-311, 2009

### Autres publications
- Roger Schweizer, Découverte de tessons attiques à figures noires au Britzgyberg près d’Illfurth, Bulletin du Musée historique de Mulhouse, 1967, p.15-37, et 1971, p.39-44